# Monomorium rufulum
Monomorium rufulum är en myrart som beskrevs av Hermann Stitz 1923. Monomorium rufulum ingår i släktet Monomorium och familjen myror. Inga underarter finns listade i Catalogue of Life.